# 제니트-3SLB
제니트-3SLB 또는 제니트-3M은 우크라이나의 소모성 우주 발사체이다.

## 역사
제니트 로켓은 다음의 모델이 있다.
- 제니트-2, 퇴역
- 제니트-3, 사용중
- 제니트-2M, 사용중, M은 최신형(Modern)이란 의미.
- 제니트-3M, 사용중
- 제니트-3F, 사용중

2단의 RD-8과 3단의 RD-58M은 둘 다 추력 8톤의 다단엔진이다.

## 대한민국
2013년 발사에 성공한 나로호 1단 엔진 RD-151이 제니트 1단 엔진 RD-171이었다. 당시 세계 최고 효율의 엔진으로 미국에서도 수입해서 아틀라스 5호에 사용하던 엔진이다. 러시아가 완제품 1기를 주고, 기술이전을 하여 한국에서 라이센스 생산을 하기로 게약했으나, 미국 국무부가 항의하여 러시아가 일방적으로 계약을 취소하고 완제품 1기도 주지 않았다.
누리호 개발에서 수입을 고려했던 제니트 로켓의 RD-8 엔진을 국산화 하는데 성공하여 KRE-010 엔진을 개발했다.